# Dennis Schröder
Dennis Mike Schröder (* 15. září 1993 Braunschweig) je německý basketbalista. Je vysoký 185 cm, hraje na pozici rozehrávače a vyniká v herním stylu pick and roll.

## Klubová kariéra
Košíkové se věnuje od jedenácti let, jeho prvním trenérem byl Liviu Călin. Od roku 2011 hrál basketbalovou bundesligu za tým Phantoms Braunschweig. V roce 2013 získal cenu pro nejlepšího mladého německého basketbalistu a byl nominován na Nike Hoop Summit. Po sezóně odešel do klubu Atlanta Hawks v zámořské National Basketball Association. V roce 2015 byl vybrán k exhibičnímu utkání Rising Stars Challenge a postoupil s Atlantou ve finále konference. Roku 2018 přestoupil do Oklahoma City Thunder. V roce 2020 se stal hráčem Los Angeles Lakers, po krátkém působení v Boston Celtics a Houston Rockets se v létě 2022 vrátil k Lakers.
V roce 2018 se stal streetballovým mistrem Německa s týmem Der Stamm.

## Reprezentační kariéra
Na mistrovství Evropy v basketbalu do 20 let v roce 2012 obsadil s německým týmem páté místo. V seniorské reprezentaci debutoval v roce 2014, startoval na evropských šampionátech v letech 2015 (18. místo) a 2017 (6. místo). Byl kapitánem reprezentace na mistrovství Evropy v basketbalu mužů 2022, kde Němci získali bronzové medaile. Schröder měl průměr 22,1 bodu a 7,1 asistence na zápas a byl vybrán do all-stars týmu turnaje.

## Osobní život
Je synem německého otce a gambijské matky, má dva sourozence. S manželkou Ellen mají dvě děti. Je hlavním akcionářem košíkářského klubu v rodném Braunschweigu, založil také značku oblečení Flex Gang, která sponzoruje fotbalový Eintracht Braunschweig. Je věřícím muslimem.